# Ichthyophis kodaguensis
Ichthyophis kodaguensis är en groddjursart som beskrevs av Wilkinson, Gower, Govindappa och Venkatachalaiah 2007. Ichthyophis kodaguensis ingår i släktet Ichthyophis och familjen Ichthyophiidae. IUCN kategoriserar arten globalt som otillräckligt studerad. Inga underarter finns listade i Catalogue of Life.